# 名村泰蔵

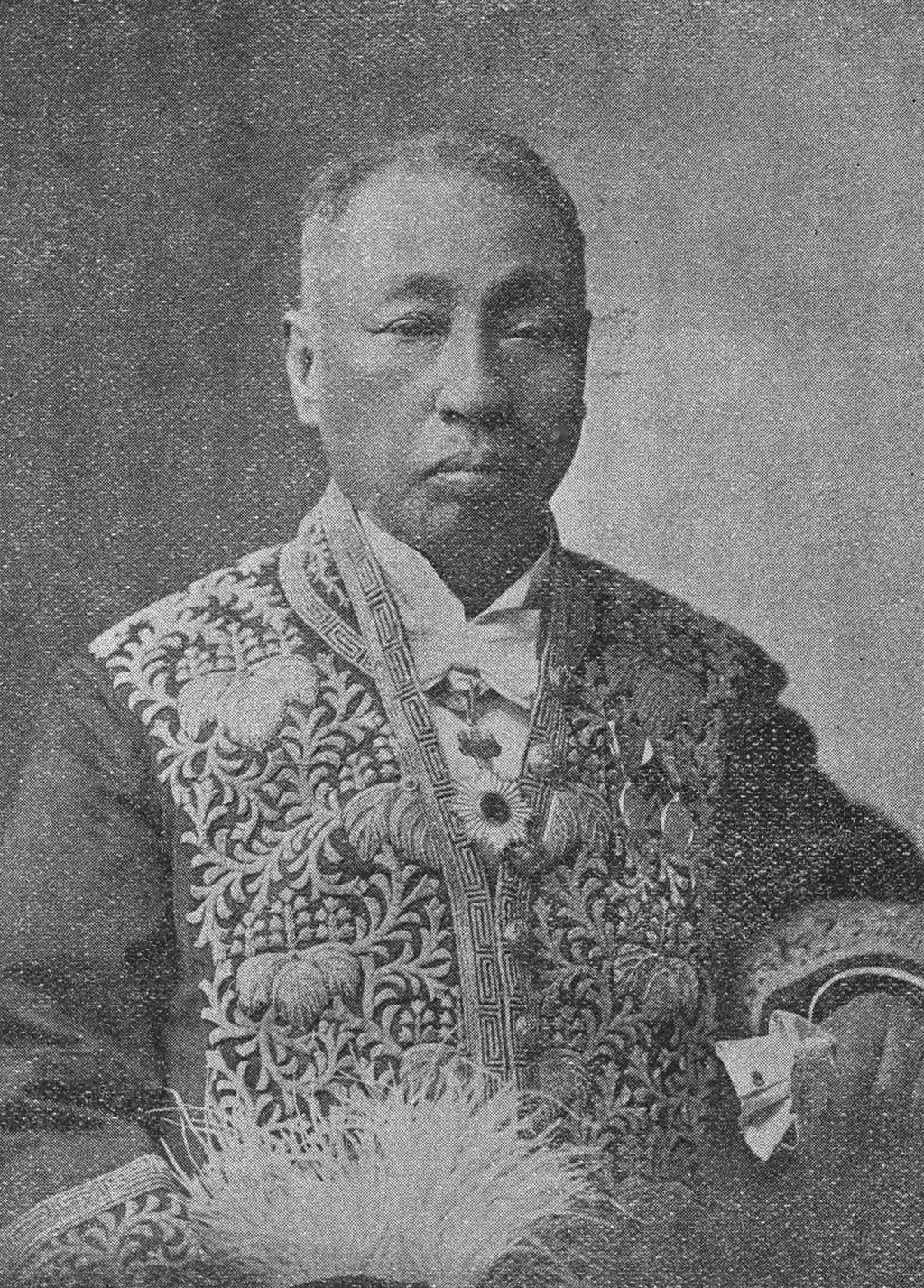
名村泰蔵

名村 泰蔵（なむら たいぞう、天保11年11月1日（1840年11月24日） - 明治40年（1907年）9月6日）は、日本の検事、判事、政治家、実業家。貴族院勅選議員、東京築地活版製造所社長、明治法律学校名誉校員。

## 経歴
長崎で島村義兵衛の子として生まれる。幼名を島村子之松、後に元健と称したとされる。その後、阿蘭陀通詞の北村元助の養子となって北村元四郎と名を改める。北村家は代々阿蘭陀通詞を継承した家柄であったため、オランダ語を学び、さらに英語・ドイツ語・フランス語も学んだ。1867年（慶応2年）、パリ万国博覧会に派遣された徳川昭武に随行した。
1868年（慶應4年）、30歳のとき、阿蘭陀通詞の名村八右衛門（名村元義）の養子となり、名を泰蔵と改めた。
1869年（明治2年）、長崎の「広運館」仏学局助教に任命され、フランス語の助教を務める傍ら、本木昌造の経営する新街私塾で英語とフランス語を教える。
1872年（明治5年）には上京して司法省に入り理事官となった。司法省のヨーロッパ視察団の一員となったが、このときギュスターヴ・エミール・ボアソナードの知遇を得、ボアソナード招聘に尽力した。その後、翻訳課長、治罪法草案審査委員などを歴任し、1880年（明治13年）には太政官少書記官を兼任した。
1881年（明治14年）、司法権大書記官となり、参事院員外議官補に任命された。翌年、司法大書記官に昇進した。1886年（明治19年）、大審院検事長に就任。1892年（明治25年）には大審院長心得に任命され、翌年まで務めた。
1894年（明治27年）1月23日、貴族院議員に勅選された。また東京築地活版製造所の社長も務めた。その社長在任中のまま明治40年9月6日、東京府東京市麹町区富士見町4丁目8番地の邸に於いて薨去。享年68。墓所は青山霊園。

## 栄典
位階
- 1886年（明治19年）
  - 7月8日 - 正五位[7]
  - 10月28日 - 従四位[8]
- 1892年（明治25年）2月13日 - 正四位[9]

勲章等
- 1886年（明治19年）11月30日 - 勲四等旭日小綬章[10]
- 1888年（明治21年）5月29日 - 勲三等旭日中綬章[11]
- 1889年（明治22年）11月25日 - 大日本帝国憲法発布記念章[12]